# Svenska Cupen 2011
La Coppa di Svezia 2011 (svedese: Svenska Cupen) è stata la 56ª edizione del torneo. È iniziata il 5 marzo 2011 con il primo incontro del turno preliminare ed è terminata il 5 novembre con la finale.

L'Helsingborg ha vinto il trofeo per la quinta volta, la seconda consecutiva. Dato che l'Helsingborg ha vinto anche il campionato, il Kalmar, sconfitto in finale, è stato ammesso al primo turno di qualificazione della UEFA Europa League 2012-2013.

## Turno preliminare
Hanno partecipato a questo turno 52 squadre della Division 1 o delle serie inferiori. Le partite si sono giocate tra il 5 e il 26 marzo 2011.
| Squadra 1      | Risultato          | Squadra 2         |
| -------------- | ------------------ | ----------------- |
| Norrtälje      | 4 – 4 (7 – 6 dcr)  | Frej              |
| Onsala         | 1 – 0              | Dalstorp          |
| IFK Hässleholm | 4 – 3 (dts)        | Ljungby           |
| Melleruds IF   | 3 – 0              | Carlstad Utd      |
| Nyköping       | 3 – 3 (3 – 5 dcr)  | Sollentuna United |
| Friska Viljor  | 4 – 0              | Kubikenborg       |
| Skogsbo-Avesta | 0 – 4              | Sandvikens IF     |
| Svärtinge      | 1 – 9              | Enskede           |
| Mariestad      | 8 – 0              | Axberg            |
| Stångenäs      | 4 – 2              | Gunnilse IS       |
| Värmbols       | 1 – 2              | Hammarby TFF      |
| KB Karlskoga   | 0 – 1              | Skövde AIK        |
| Rotebro        | 1 – 2              | Akropolis         |
| Älmhult        | 1 – 0              | Malmö City        |
| IFK Trelleborg | 0 – 1 (dts)        | Högaborgs BK      |
| IFK Skövde     | 2 – 4              | Karlslund         |
| Islingby       | 0 – 4              | Hudiksvall        |
| Galtabäck      | 0 – 9              | Alingsås          |
| Lindsdals IF   | 2 – 3              | Kristianstad      |
| Gute           | 0 – 3              | Sirius            |
| Älvsborg       | 1 – 3              | Fjärås            |
| Bele Barkarby  | 1 – 1 (3 – 5 dcr ) | Vasalund          |
| Spårvägens FF  | 0 – 3              | Valsta Syrianska  |
| Robertsfors    | 1 – 2              | Luleå             |
| Nässjö         | 2 – 2 (4 – 5 dcr)  | Sandared          |
| Skellefteå     | 2 – 1              | Bodens BK         |

## Primo turno
Hanno partecipato a questo turno 12 squadre della Division 1 o delle serie inferiori, due squadre promosse in Superettan e le ultime otto classificate nella Superettan 2010, oltre alle 26 vincenti del turno preliminare. Le partite si sono giocate tra il 16 marzo e il 5 aprile 2011.
| Squadra 1      | Risultato         | Squadra 2         |
| -------------- | ----------------- | ----------------- |
| Höllviken      | 1 – 5             | Ängelholms FF     |
| Nike           | 1 – 4             | Lund              |
| Oskarshamn     | 3 – 3 (4 – 3 dcr) | Smedby AIS        |
| Onsala         | 0 – 3             | Lindome           |
| Akropolis      | 3 – 3 (4 – 2 dcr) | Valsta Syrianska  |
| Enskede        | 1 – 0             | Hammarby TFF      |
| Mariestad      | 0 – 8             | Degerfors         |
| Kristianstad   | 0 – 3             | IFK Värnamo       |
| Vasalund       | 4 – 0             | Sollentuna United |
| Melleruds IF   | 1 – 6             | Karlstad          |
| Norrtälje      | 2 – 1             | Sleipner          |
| Högaborgs BK   | 0 – 4             | Limhamn Bunkeflo  |
| Älmhult        | 1 – 0             | Sölvesborg        |
| Hudiksvall     | 0 – 3             | Brage             |
| Fjärås         | 4 – 5             | FC Trollhättan    |
| Sirius         | 4 – 1             | Väsby United      |
| Stångenäs      | 0 – 1             | Örgryte           |
| Karlslund      | 3 – 3 (7 – 6 dcr) | Skövde AIK        |
| Sandvikens IF  | 2 – 3             | Västerås SK       |
| Sandared       | 0 – 4             | Jönköpings Södra  |
| IFK Hässleholm | 1 – 5             | Öster             |
| Friska Viljor  | 1 – 6             | Östersund         |
| Alingsås       | 1 – 5             | Torslanda         |
| Skellefteå     | 0 – 5             | Luleå             |

## Secondo turno
Hanno partecipato a questo turno le due squadre retrocesse dalla Allsvenskan 2010, le squadre piazzate dal 3º all'8º posto nella Superettan 2010 e le 24 qualificate dal primo turno. Le partite si sono giocate tra il 6 e il 27 aprile 2011.
| Squadra 1        | Risultato   | Squadra 2        |
| ---------------- | ----------- | ---------------- |
| Norrtälje        | 1 – 0       | Hammarby         |
| Oskarshamn       | 1 – 2       | IFK Värnamo      |
| FC Trollhättan   | 2 – 0       | Degerfors        |
| Limhamn Bunkeflo | 3 – 2       | Ängelholms FF    |
| Torslanda        | 0 – 3       | Ljungskile       |
| Luleå            | 1 – 0       | Assyriska        |
| Östersund        | 0 – 3       | GIF Sundsvall    |
| Örgryte          | 0 – 3       | Falkenberg       |
| Lindome          | 1 – 3       | Jönköpings Södra |
| Karlstad         | 1 – 0       | Västerås SK      |
| Akropolis        | 1 – 4       | Brommapojkarna   |
| Enskede          | 3 – 4       | Vasalund         |
| Sirius           | 4 – 2 (dts) | Brage            |
| Lund             | 0 – 1       | Landskrona BoIS  |
| Karlslund        | 0 – 4       | Åtvidaberg       |
| Älmhult          | 0 – 2       | Öster            |

## Terzo turno
Hanno partecipato a questo turno le 16 squadre della Allsvenskan 2011 e le 16 qualificate dal secondo turno. Le squadre di Allsvenskan erano teste di serie. Le partite si sono giocate dal 10 al 18 maggio 2011.
| Squadra 1        | Risultato         | Squadra 2      |
| ---------------- | ----------------- | -------------- |
| Åtvidaberg       | 3 – 0             | AIK            |
| Luleå            | 1 – 2             | Djurgården     |
| Öster            | 0 – 0 (4 – 2 dcr) | Häcken         |
| Vasalund         | 2 – 1             | Mjällby        |
| Sirius           | 0 – 1             | Kalmar         |
| Falkenberg       | 0 – 0 (4 – 2 dcr) | Syrianska      |
| Ljungskile       | 2 – 2 (2 – 4 dcr) | Örebro         |
| Jönköpings Södra | 0 – 4             | Malmö FF       |
| Limhamn Bunkeflo | 2 – 6             | IFK Göteborg   |
| GIF Sundsvall    | 2 – 3 (dts)       | GAIS           |
| FC Trollhättan   | 1 – 2             | Trelleborg     |
| Brommapojkarna   | 3 – 1             | Gefle          |
| IFK Värnamo      | 0 – 1             | Elfsborg       |
| Landskrona BoIS  | 2 – 4 (dts)       | Helsingborg    |
| Norrtälje        | 3 – 4             | IFK Norrköping |
| Karlstad         | 1 – 4             | Halmstad       |

## Quarto turno
Le partite si sono giocate il 29 maggio 2011.
| Squadra 1      | Risultato         | Squadra 2      |
| -------------- | ----------------- | -------------- |
| Vasalund       | 0 – 0 (4 – 5 dcr) | Falkenberg     |
| Elfsborg       | 3 – 1             | Brommapojkarna |
| IFK Norrköping | 0 – 2             | Kalmar         |
| Åtvidaberg     | 2 – 1             | Öster          |
| Helsingborg    | 2 – 1             | Trelleborg     |
| Örebro         | 1 – 0             | GAIS           |
| Halmstad       | 0 – 3             | Malmö FF       |
| IFK Göteborg   | 1 – 0             | Djurgården     |

## Quarti di finale
| Arbitro: | Ingvarsson |

|                                                        |                      |                                                       |
| Dauda 51’                                              | Marcatori            | 63’ Nazari                                            |
| Rydström Eriksson Thorbjörnsson Ricardo Santos Berisha | Tiri di rigore 4 – 3 | Larsson Ricardinho Durmaz Wílton Figueiredo Mutavdžić |

| Arbitro: | Hamlin |

|  |           |                                     |
|  | Marcatori | 45’ Wikström 88’ Wirtanen 90’ Staaf |

| Arbitro: | Ingvarsson |

|                              |           |                                      |
| Översjö 20’ E. Johansson 21’ | Marcatori | 54’ Svensson 71’ Hysén 90’ Selakovic |

| Arbitro: | Ingvarsson |

|                         |           |  |
| Andersson 42’ Thern 75’ | Marcatori |  |

## Semifinali
| Arbitro: | Hansson |

|                            |           |                                             |
| Söder 71’ Stiller 90’ 111’ | Marcatori | 12’ 101’ Israelsson 32’ Nouri 118’ Carlsson |

| Arbitro: | Hansson |

|              |           |                                                    |
| Paulinho 84’ | Marcatori | 13’ Álvaro Santos 62’ (aut.) Haginge 76’ Bouaouzan |

## Finale
| Arbitro: | Strömbergsson |

|                                                 |           |                |
| Álvaro Santos 26’ Mahlangu 55’ C. Andersson 81’ | Marcatori | 45’ Israelsson |